# Halte Opmeer-Spanbroek
Halte Opmeer-Spanbroek (telegrafische code: osp) is een voormalig spoorweghalte aan de Nederlandse tramlijn Wognum - Schagen, destijds geëxploiteerd door de Stoomtramweg Maatschappij West Friesland en later door de Hollandsche IJzeren Spoorweg-Maatschappij (HIJSM). De halte lag in Opmeer, nabij de centrale kruising van het dorp. Aan de tramlijn werd de halte voorafgegaan door station Wognum-Nibbixwoud waar overgestapt kon worden op de trein van Hoorn naar Medemblik. De halte werd gevolgd door halte Hoogwoud. Halte Opmeer-Spanbroek werd geopend in 1898 en gesloten in 1930. Bij de halte was een stationsgebouw aanwezig dat tot eind-20e eeuw heeft bestaan.